# L.K. 1: VersaStyle
Albums de Lord Kossity
Everlord
(2000)
L.K. 1: VersaStyle est la réédition française sortie en 1998 sur son propre label Killko Records du premier album du musicien français Lord Kossity An tèt ou sa yé ! (sorti en 1997 uniquement aux Antilles sur le même label).

## Liste des titres
| No  | Titre                                        | Durée |
| --- | -------------------------------------------- | ----- |
| 1.  | Garde la tête haute (feat. Anka Joseph-Rose) | 3:55  |
| 2.  | Sound Boy Watch It                           | 4:06  |
| 3.  | Reurti                                       | 3:48  |
| 4.  | Arrête tes salades                           | 3:53  |
| 5.  | Vanity (feat. John McLean)                   | 4:01  |
| 6.  | Skettle                                      | 4:23  |
| 7.  | Je lâche pas (feat. Doudou Masta)            | 5:11  |
| 8.  | Rude Bwoy Lovin'                             | 4:20  |
| 9.  | Hypocrites (feat. John McLean)               | 4:06  |
| 10. | Au nom du père                               | 3:04  |
| 11. | La Vi'a (feat. Anka Joseph-Rose)             | 3:51  |
| 12. | Lâche ton micro                              | 3:55  |
| 13. | Une fois dehors (feat. Daddy Mory)           | 3:58  |
| 14. | No Blah Blah                                 | 4:09  |
| 15. | Yeah Yeah                                    | 3:54  |